# انتشارات ققنوس
انتشارات ققنوس یک مؤسسه انتشاراتی کتاب در ایران است که توسط امیر حسین‌زادگان و از سال ۱۳۵۶ فعالیتش را آغاز نمود.
این بنگاه نشر تاکنون، کتاب‌های متعددی در زمینه‌هایی همچون ادبیات فارسی قدیم و جدید، ادبیات جهان، ایران‌شناسی، فلسفه، تاریخ، پژوهش‌های فرهنگی، رمان و داستان، جامعه‌شناسی، حقوق، روان‌شناسی، پزشکی و درمان طبیعی منتشر کرده‌است.
در سال‌های گذشته گروه انتشاراتی ققنوس شکل گرفته‌است که شامل: انتشارات ققنوس (ناشر کتاب‌های عمومی)، انتشارات آفرینگان (ناشر کودک و نوجوان)، انتشارات هیلا (ناشر ادبیات داستانی) و پخش ققنوس (بخش توزیع) است.
امیر حسین‌زادگان ناشری است که کار خود را با کتابفروشی آغاز کرد. ققنوس در سال ۱۳۵۶ نخستین کتاب خود از «برتولت برشت» را با شمارگان پنج هزار نسخه منتشر کرد.